# Pedro Américo
Pedro Américo de Figueiredo e Melo (29. dubna 1843 Areia – 7. října 1905 Florencie) byl brazilský akademický malíř, spisovatel, teoretik umění, filosof a politik.
V roce 1854 přišel do Rio de Janeira, kde dostal stipendium na Academia Imperial de Belas Artes (Císařská akademie výtvarných umění). Později studoval v Evropě na École nationale supérieure des beaux-arts v Paříži, kde studoval u Jeana Auguste Dominique Ingrese, Hippolyta Flandrina a Carle Verneta. Získal též doktorát na univerzitě v Bruselu v roce 1868. Když se vrátil roku 1888 do Brazílie, namaloval jeden z nejznámějších brazilských obrazů: Nezávislost nebo Smrt!, zobrazující okamžik, kdy kníže Petr prohlásil, že země je nezávislá na Portugalsku. Později žil převážně ve Florencii v Itálii. Po vyhlášení republiky v roce 1889 byl zvolen poslancem Národního shromáždění.